# 6 km (obwód briański)
6 km (ros. 6 км) – przystanek kolejowy w miejscowości Uniecza, w rejonie unieckim, w obwodzie briańskim, w Rosji.